# Liste von Musiklabels/Q

## Q
| Name Musiklabel                | Land                   | Sitz     | Gründer                                                 | Jahr-Von     | Jahr-Bis  | Labelcode | Website | Mutterlabel           | Details              |
| ------------------------------ | ---------------------- | -------- | ------------------------------------------------------- | ------------ | --------- | --------- | ------- | --------------------- | -------------------- |
| Q-Dance                        | Niederlande            |          | Duncan Stutterheim                                      | 1999         |           |           |         |                       |                      |
| Q Division Records             | Vereinigte Staaten     |          |                                                         | 1995         |           |           |         | Q Division Studios    |                      |
| QN5 Music                      | Vereinigte Staaten     |          | Pedro Antonio Rojas Junior (Tonedeff)                   | 1997         |           |           |         |                       |                      |
| QRS Records                    | Vereinigte Staaten     |          | Melville Clark                                          | 1928         |           |           |         | QRS Music             |                      |
| Qualiton Records (South Wales) | Vereinigtes Königreich |          |                                                         | 1950er Jahre | 1961      |           |         |                       |                      |
| Quality Records                | Kanada                 |          |                                                         | 1950 1990    | 1985 1997 |           |         |                       |                      |
| Quango Music Group             | Vereinigtes Königreich |          | Bruno Guez                                              | 1995         |           |           |         |                       |                      |
| Quannum Projects               | Vereinigte Staaten     |          | DJ Shadow, Chief Xcel, Gift of Gab, Lyrics Born, Lateef | 1992         |           |           |         |                       |                      |
| Quarantine                     | Vereinigtes Königreich |          | DJ Fierce                                               |              |           |           |         |                       |                      |
| Quarterstick Records           | Vereinigte Staaten     |          |                                                         |              |           |           |         | Touch and Go Records  |                      |
| Queen Bee Entertainment        | Vereinigte Staaten     |          | Lil' Kim                                                | 1999         |           |           |         |                       |                      |
| Queen Records (Ohio)           | Vereinigte Staaten     |          | Syd Nathan                                              | 1945         |           |           |         | King Records          |                      |
| Queen Records (Texas)          | Vereinigte Staaten     |          | Wink Lewis und Hoyle Nix                                | 1955         |           |           |         |                       |                      |
| Querstand (Label)              | Deutschland            |          | Klaus-Jürgen Kamprad                                    |              |           | LC 03722  |         | Verlagsgruppe Kamprad |                      |
| Que-so Records                 | Vereinigte Staaten     |          |                                                         |              |           |           |         |                       |                      |
| Quiet Storm Records            | Vereinigte Staaten     |          | John Lervolino und Debra Lervolino                      | 1992         |           |           |         |                       |                      |
| Quinlan Road                   | Kanada                 |          |                                                         |              |           |           |         |                       |                      |
| Quirkworks Laboratory Discs    | Vereinigte Staaten     |          | Richard Bone                                            | 1991         |           |           |         |                       |                      |
| Qultur Records                 | Schweiz                | Untervaz |                                                         |              |           |           |         | Qultur Mediengruppe   |                      |
| Quote Unquote Records          | Vereinigte Staaten     |          | Jeff Rosenstock                                         | 2006         |           |           |         |                       |                      |
| Qwest Records                  | Vereinigte Staaten     |          | Quincy Jones                                            | 1980         |           |           |         |                       | Warner Bros. Records |